# Basrihal, Gangawati
Basrihal là một làng thuộc tehsil Gangawati, huyện Koppal, bang Karnataka, Ấn Độ.